# کوژای-ماکسیموو
کوژای-ماکسیموو (انگلیسی: Kozhay-Maximovo) یک شهرک در شهرستان یرمکیفسکی استان باشقیرستان کشور روسیه است.